# ایالت کوهستان آبی: ظهور تادلند
ایالت کوهستان آبی: ظهور تادلند (انگلیسی: Blue Mountain State: The Rise of Thadland) یک فیلم کمدی ورزشی آمریکایی محصول سال ۲۰۱۶ به کارگردانی لو ال اسپیرو با بازی دارین بروکس، آلن ریچسون و کریس رومانو است. این فیلم بر اساس سریال ایالت کوهستان آبی ساخته شده است. خلاصه داستان از جایی که فصل سوم این سریال متوقف شد، الکس موران را دنبال می‌کند که اکنون در سن ارشد است، که باید یک مهمانی حماسی برای تاد برگزار کند که اخیراً به لیگ ملی فوتبال دعوت شده است.
فیلمبرداری در اواخر سال ۲۰۱۴ در کارولینای شمالی انجام شد. این فیلم در ۲ فوریه ۲۰۱۶ توسط لاینزگیت منتشر شد.